# Helena Růžičková
Helena Růžičková (n. 13 iunie 1936, Praga, Cehoslovacia – d. 4 ianuarie 2004, Plzeň, Cehia) a fost o actriță cehoslovacă. Cel mai bine, Helena Růžičková a fost cunoscută pentru talentul ei de actriță de comedie, pentru filmele jucate în Cehoslovacia și RDG. A câștigat popularitate cu rolurile ei în comediile din trilogia lui Jaroslav Papoušek despre familia Homolka (1969-1972), cât și într-o altă trilogie, comedia Slunce, seno... (1984-1991) regizată de Zdeněk Troška. 

## Biografie
Fiul ei, Jiří Růžička (d. 1999), a fost, de asemenea, actor. 	

## Filmografie selectivă
- 1966 Dáma na kolejích
- 1967 Útěk
- 1967 Sfârșitul agentului W4C (Konec agenta W4C prostřednictvím psa pana Foustky), rol: dama din bar
- 1969 O duminică în familie (Ecce Homo Homolka), regia Jaroslav Papoušek, rol: Hedus
- 1970 (Vrazda ing. certa)
- 1971 (Metracek)
- 1971 Das Geheimnis der Berenka (My tri a pes z petipsy)
- 1971 Die gestohlene Schlacht (Ukradená bitva)
- 1971 Femei în ofsaid (Ženy v ofsajdu), regia Bořivoj Zeman
- 1971 O duminică pierdută (Hogo fogo Homolka), rol: Hedus
- 1972 Homolka și portofelul (Homolka a tobolka), rol: Hedus
- 1973 Trei alune pentru Cenușăreasa (Tři oříšky pro Popelku)
- 1979-1981 Arabela (Arabela) (serial TV)
- 1981 Sing, Cowboy, sing
- 1981 Misterele de la castel (Tajemství hradu v Karpatech), regia Oldřich Lipský
- 1981 Vizitatorii (Návštěvníci); serial TV – regie: Jindřich Polák
- 1988 Die Prinzessin und der fliegende Schuster (O princezně Jasněnce a létajícím ševci)
- 1989 Slunce, seno a pár facek

## Legături externe
Materiale media legate de Helena Růžičková la Wikimedia Commons
- Helena Růžičková la Internet Movie Database